# ジョヴァンニ・レニカ
ジョヴァンニ・レニカ(Giovanni Renica、1808年3月31日 - 1884年8月27日)は、イタリアの画家である。風景画を描き、中東の風景を描いた作品も残した。

## 略歴
ロンバルディアのモンティローネで生まれた。建築家のルドルフォ・ヴァンティー二（Rodolfo Vantini: 1792-1856) の弟子になり、ヴァンティー二に1828年に有名な画家のジョヴァンニ・ミリアーラに推薦され、ミリアーラが教授を務めるミラノのブレラ美術アカデミーで学び、同時期の学生には風景画家のアンジェロ・インガンニ（1807-1880）がいる。
ブレシアの美術学校（Ateneo di Brescia）主催の展覧会でデビューし、1835年に名誉会員に選ばれた。1839年にレナート・ボロメオ伯爵とともに、ギリシャ、リビア、エジプト、パレスチナ、イスラエル、ヨルダン、レバノン、トルコを旅し、スケッチを描き、ブレシアに送った。
「1848年革命（Primavera dei popoli）」のためにスイスに亡命し、フランソワ・ディデー（Francois Diday: 1802-1877）やアレクサンドル・カラム（Alexandre Calame: 1810-1864)といった スイスの芸術家と交流した。イタリアに戻った後、1853年にブレラ美術アカデミーの評議員に選ばれ、この間、ローディの女子学校で教え、個人美術教師としても働いた。
1879年からブレシアに住み、ブレシアの美術館（Pinacoteca Tosio Martinengo）の館長に任じられ、ブレシア大学に素描や絵画、絵画道具を寄贈した
1884年にブレシアで亡くなった。未亡人の寄贈によってブレシア大学のコレクションは充実した。
レニカが教えた学生にはガエターノ・ファサノッティ（Gaetano Fasanotti: 1831-1882）やアントニオ・タリアフェッリ（Antonio Tagliaferri: 1835-1909）がいる。

## 作品

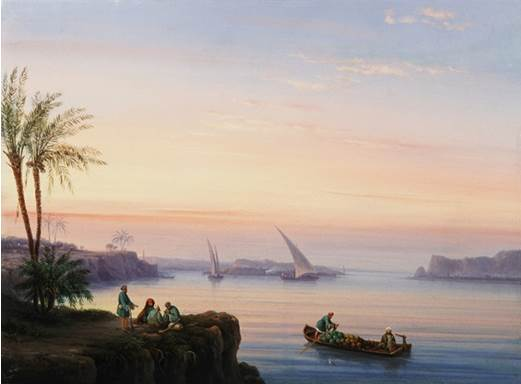
ボスポラス海峡の風景
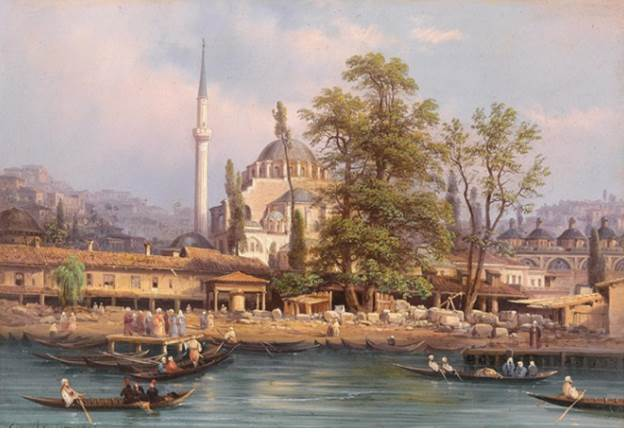
イスタンブールのモスクのある風景
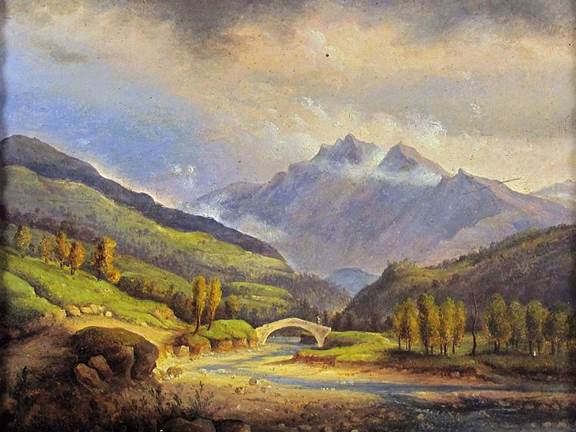
山地の風景
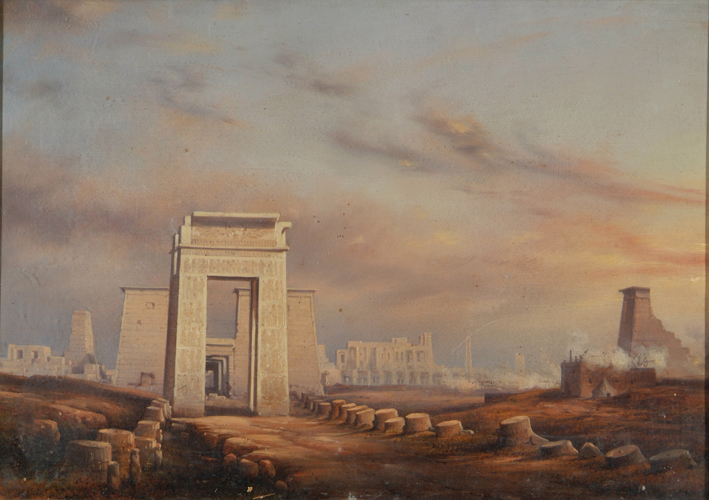
メディネト・ハブのラムセス3世祭殿